# リーグ・オブ・アイルランドシールド
リーグ・オブ・アイルランドシールドは、1921年から1973年までアイルランドで開催されたサッカー大会である。1972-73シーズンを最後に廃止され、代わってリーグ・オブ・アイルランドカップが創設された。

## 歴代優勝クラブ
出典
| - 1921-22 シェルボーン (1) - 1922-23 シェルボーン (2) - 1923-24 ボヘミアン (1) - 1924-25 シャムロック・ローヴァーズ (1) - 1925-26 シェルボーン (3) - 1926-27 シャムロック・ローヴァーズ (2) - 1927-28 ボヘミアン (2) - 1928-29 ボヘミアン (3) - 1929-30 シェルボーン (4) - 1930-31 ウォーターフォード (1) - 1931-32 シャムロック・ローヴァーズ (3) - 1932-33 シャムロック・ローヴァーズ (4) - 1933-34 ボヘミアン (4) - 1934-35 シャムロック・ローヴァーズ (5) - 1935-36 セント・ジェームズ・ゲート (1) - 1936-37 ウォーターフォード (2) - 1937-38 シャムロック・ローヴァーズ (6) - 1938-39 ボヘミアン (5) - 1939-40 ボヘミアン (6) - 1940-41 セント・ジェームズ・ゲート (2) - 1941-42 シャムロック・ローヴァーズ (7) - 1942-43 コーク・ユナイテッド (1) - 1943-44 シェルボーン (5) - 1944-45 シェルボーン (6) - 1945-46 ドラムコンドラ (1) - 1946-47 ドラムコンドラ (2) | - 1947-48 コーク・ユナイテッド (2) - 1948-49 シェルボーン (7) - 1949-50 シャムロック・ローヴァーズ (8) - 1950-51 ドラムコンドラ (3) - 1951-52 シャムロック・ローヴァーズ (9) - 1952-53 ウォーターフォード (3) - 1953-54 リムリック (1) - 1954-55 シャムロック・ローヴァーズ (10) - 1955-56 シャムロック・ローヴァーズ (11) - 1956-57 シャムロック・ローヴァーズ (12) - 1957-58 シャムロック・ローヴァーズ (13) - 1958-59 ウォーターフォード (4) - 1959-60 セント・パトリックス・アスレティック (1) - 1960-61 コーク・セルティック (1) - 1961-62 ドラムコンドラ (4) - 1962-63 シャムロック・ローヴァーズ (14) - 1963-64 シャムロック・ローヴァーズ (15) - 1964-65 シャムロック・ローヴァーズ (16) - 1965-66 シャムロック・ローヴァーズ (17) - 1966-67 ダンドーク (1) - 1967-68 シャムロック・ローヴァーズ (18) - 1968-69 ウォーターフォード (5) - 1969-70 コーク・ハイバーニアンズ (1) - 1970-71 シェルボーン (8) - 1971-72 ダンドーク (2) - 1972-73 コーク・ハイバーニアンズ (2) |

## クラブ別優勝回数
| クラブ                               | 優勝回数 | 優勝年度 |
| ------------------------------------ | -------- | --- |
| シャムロック・ローヴァーズ           | 18       | 1924-25, 1926-27, 1931-32, 1932-33, 1934-35, 1937-38, 1941-42, 1949-50, 1951-52, 1954-55, 1955-56, 1956-57, 1957-58, 1962-63, 1963-64, 1964-65, 1965-66, 1967-68 |
| シェルボーン                         | 8        | 1921-22, 1922-23, 1925-26, 1929-30, 1943-44, 1944-45, 1948-49, 1970-71                                                                                           |
| ボヘミアン                           | 6        | 1923-24, 1927-28, 1928-29, 1933-34, 1938-39, 1939-40 |
| ウォーターフォード                   | 5        | 1930-31, 1936-37, 1952-53, 1958-59, 1968-69 |
| ドラムコンドラ                       | 4        | 1945-46, 1946-47, 1950-51, 1961-62 |
| セント・ジェームズ・ゲートFC         | 2        | 1935-36, 1940-41 |
| コーク・ユナイテッドFC               | 2        | 1942-43, 1947-48 |
| ダンドーク                           | 2        | 1966-67, 1971-72 |
| コーク・ハイバーニアンズFC           | 2        | 1969-70, 1972-73 |
| リムリック                           | 1        | 1953-54 |
| セント・パトリックス・アスレティック | 1        | 1959-60 |
| コーク・セルティックFC               | 1        | 1960-61 |